# Бустан-аль-Мардж
Региональный совет Буста́н-аль-Мардж (ивр. בוסתאן אל-מרג'‎, араб.  بستان المرج‎) — региональный совет в Северном округе Израиля, включающий в себя арабские деревни Дахи, Кафр-Миср, Нейн и Сулам. Большинство жителей населённых пунктов совета являются членами арабского рода Зоаби.
Населённые пункты совета расположены на восток от города Афула: деревни Дахи, Нейн и Сулам находятся на склонах горы Гиват-ха-Море, возвышающейся над Изреельской долиной, а Кафр-Миср — северо-восточней этих деревень.
Среднее расстояние между населёнными пунктами в пределах регионального совета — 8,5 км.

## Население
По статистическим данным Центрального статистического бюро Израиля население регионального совета на 2024 год составляет 8 359 человек.
Средняя зарплата наёмного работника, проживающего на территории регионального совета (всего 3 537 наёмных работников), составляла на 2019 год 6 869 шекелей. На жителей населённых пунктов совета было зарегистрировано в 2020 году 3 336 транспортных средств, из них 2 670 частных автомобилей.
В 2019/20 учебном году процент учеников 12 класса, имеющих право на получение аттестата зрелости, стоял на 59,5 %. На 2021 год 11,5 % от жителей населённых пунктов совета в возрасте от 35 до 55 лет обладали академической степенью израильского вуза, а процент учеников, начинающих обучение в вузе в течение 8 лет со дня окончания школы, находился на 15,5 %.

## История
В 1993 году на основании решения правительства под руководством Ицхака Рабина о развитии арабского сектора в Израиле был учреждён региональный совет Ноф-ха-Галиль, первый в истории региональный совет, объединяющий нееврейские населённые пункты, в состав которого вошли арабские и бедуинские населённые пункты, ныне входящие в состав региональных советов Бустан-аль-Мардж и Аль-Батуф, а также бедуинская деревня Умм-эль-Ганам.
В 1999 году представители бедуинских деревень Узейр, Румана и Румат-аль-Хей обратились в Верховный суд с петицией с требованием о выходе из регионального совета Ноф-ха-Галиль накануне грядущих муниципальных выборов и формировании самостоятельного регионального совета, вследствие чего по рекомендации Верховного суда была создана внутренная комиссии для проверки требования в администрации Северного округа Министерства внутренних дел, а в августе 1999 года министр внутренних дел Натан Щаранский отдал указание учредить комиссию во главе с профессором Йоси Бен-Арци для проверки муниципальных границ в соответствующей части округа.
В январе 2001 года министр внутренних дел Хаим Рамон принял рекомендации комиссии профессора Бен-Арци и дал указ о разделении регионального совета Ноф-ха-Галиль на два новых региональных советов: Бустан-аль-Мардж и Аль-Батуф, а также о включении деревни Умм-эль-Ганам в территорию местного совета Шибли-Умм-эль-Ганам.
После первичного периода управления совета Бустан-аль-Мардж комиссией, назначенной Министерством внутренних дел, в 2002 году в совете были проведены всеобщие муниципальные выборы, победителем которых стал Ахмад Мустафа Зоаби из деревни Кафр-Миср.
Однако вследствие обнаружения нарушений в управлении советом, в результате которых дефицит по текущим операциям составлял более 8 миллионов шекелей (35 % от доходов совета), а совокупный дефицит достиг 17,5 миллионов шекелей (74 % от доходов совета), в 2009 году Министерством внутренних дел была вновь назначена внешняя комиссия для управления советом.
На муниципальных выборах, проведенных 2 декабря 2014 года, победу вновь одержал Ахмад Мустафа Зоаби вследствие отсутствия запрета на участие отстранённого от должности главы регионального совета в выборах на должность.
На муниципальных выборах, состоявшихся 30 октября 2018 года, ни один из кандидатов на пост главы совета не набрал требуемых 40 % голосов, и во второй тур выборов вышли глава совета Ахмад Мустафа Зоаби и его заместитель, Абд аль-Карим Зоаби из деревни Нейн. На втором туре выборов, проведённом 13 ноября 2018 года, победу одержал Абд аль-Карим Зоаби, набравший 53,37 % голосов (2 551 голосов против 2 229 голосов, отданных Ахмаду Зоаби).
В мае 2021 года комиссия под руководством Бен-Ора Переца рекомендовала генеральному директору Министерства внутренних дел передать участок, предназначенный для расширения промышленной зоны Алон-Тавор, прилегающей с востока к деревне Нейн, из ведения регионального совета Бустан-аль-Мардж под ведение регионального совета Эмек-Изреэль; при этом комиссия рекомендовала разделить муниципальные доходы от промзоны между пятью соседними муниципальными советами с долей Бустан-аль-Мардж, составляющей 20 % от суммы доходов, превышающей 18 миллионов шекелей.